# 前723年
| 千纪： | 前1千纪 |
| 世纪： | 前9世纪 \| 前8世纪 \| 前7世纪 |
| 年代： | 前750年代 \| 前740年代 \| 前730年代 \| 前720年代 \| 前710年代 \| 前700年代 \| 前690年代 |
| 年份： | 前728年 \| 前727年 \| 前726年 \| 前725年 \| 前724年 \| 前723年 \| 前722年 \| 前721年 \| 前720年 \| 前719年 \| 前718年 |
| 纪年： | 戊午年（馬年）；周平王四十八年；魯惠公四十六年；齊僖公八年；晉鄂侯元年；曲沃莊伯八年；秦文公四十三年；楚武王十八年；宋穆公六年；衛桓公十二年；陳桓公二十二年；蔡宣公二十七年；曹桓公三十三年；鄭莊公二十一年；燕繆侯六年；杞武公二十八年 |

## 大事記
- 魯國在黃邑打敗宋國軍隊。[1]

## 逝世
- 魯惠公，魯國國君。[2]